# Trận Trường Bình
Trận Trường Bình là trận đánh lớn giữa nước Tần và nước Triệu thời Chiến Quốc trong lịch sử Trung Quốc diễn ra từ năm 262 TCN đến năm 260 TCN. Cả hai bên đều thay chủ tướng chỉ huy quân đội và kết quả quân Tần đánh bại quân Triệu, giết hơn 45 vạn quân Triệu. Đây là một trong những chiến thắng quyết định, khẳng định sức mạnh của nước Tần và làm suy yếu nghiêm trọng nước Triệu, mở ra quá trình thống nhất hoàn toàn Trung Quốc của nước này mà sau này Tần Thủy Hoàng hoàn thành vào năm 221 TCN.

## Bối cảnh
Năm 265 TCN, Tần Chiêu Tương vương sai Tả thứ trưởng Vương Hột mang quân đánh Hàn. Quân Tần mạnh mẽ, đánh chiếm thành Dã Vương, bao vây quận Thượng Đảng. Tướng giữ Thượng Đảng của nước Hàn là Phùng Đình thay thế Cận Củ chống cự không nổi phải cố thủ trong thành. Quân Tần bủa vây Thượng Đảng, cắt đứt đường huyết mạch thông sang núi Thái Hành, tức là cô lập hoàn toàn Thượng Đảng với phần còn lại của nước Hàn.
Khi Vương Hột đang đánh Thượng Đảng thì cánh quân Tần khác do Bạch Khởi chỉ huy cũng đánh Hàn ở Hình Thành. Quân Hàn bị thua to ở Hình Thành, quân Tần chiếm 9 thành, chém 5 vạn người. Năm sau (263 TCN), Bạch Khởi lại tiến công Nam Dương, mở rộng ảnh hưởng đến tận mạn Nam núi Thái Hành.
Trong khi đó, Thượng Đảng bị vây khốn trong mấy năm, tình thế nguy cấp. Năm 262 TCN, tướng giữ Thượng Đảng là Phùng Đình liệu thế không giữ được, bèn đem thành Thượng Đảng dâng vua Triệu, để làm cho Tần giận Triệu, tất dời quân đánh Triệu, bấy giờ Triệu phải cùng Hàn hợp sức để chống Tần.
Phùng Đình bèn sai sứ đến gặp Triệu Hiếu Thành vương dâng thư, đại ý nói:
Tần đánh Hàn gấp quá, thành Thượng Đảng sắp vào tay Tần, nhưng quan và dân chẳng muốn theo Tần mà muốn theo Triệu. Đình không dám trái lòng quan và dân, xin đem mười bảy thành thuộc hạt, dâng lên vua Triệu, xin vua Triệu nhận cho.
Bình Dương Quân Triệu Báo can Triệu vương không nên nhận mối lợi bỗng dưng mà có, và chỉ ra rằng đó là ý Phùng Đình muốn cho Tần chĩa mũi nhọn từ Hàn sang Triệu. Nhưng Triệu vương lại tin theo lời Bình Nguyên quân Triệu Thắng, cho rằng đó là mối lợi lớn nên vui mừng thu nhận.
Triệu vương sai Bình Nguyên quân Triệu Thắng đến nhận đất, phong cho Phùng Đình ba vạn hộ, gọi là Hoa Dương quân, vẫn giữ chức thái thú, mười bảy viên huyện lệnh đều được phong làm quan nước Triệu.
Vua Triệu nhận Thượng Đảng nhưng lại không cử đại binh đi cứu trợ cho Phùng Đình đang bị vây. Tướng Tần là Vương Hột vây đánh Thượng Đảng dữ dội, Phùng Đình cầu cứu nhưng suốt 2 tháng Triệu không cử viện binh sang. Mãi tới khi vua Triệu cử danh tướng Liêm Pha đi cứu thì Vương Hột đã đánh vỡ Thượng Đảng. Phùng Đình mang dân chạy sang nương nhờ nước Triệu. Liêm Pha đi đến ải Trường Bình thì gặp quân Tần.
Từ đó bắt đầu trận đại chiến Trường Bình giữa quân Tần và quân Triệu.

## Diễn biến trận đánh

### Liêm Pha thế thủ trước Vương Hột
Các danh tướng ở nước Triệu khi đó có Liêm Pha, Lạn Tương Như và Triệu Xa. Khi đó Triệu Xa đã mất, Lạn Tương Như lại mắc bệnh nặng nên vua Triệu sai Liêm Pha cầm quân đi cứu Thượng Đảng. Liêm Pha gặp Phùng Đình ở Trường Bình mới biết Thượng Đảng bị Tần lấy rồi. Liêm Pha hợp quân với Phùng Đình chia nhau giữ ải.
Liêm Pha ra trận đụng độ với Vương Hột, quân Tần mạnh mẽ mấy lần đánh bại quân Triệu, giết một viên đô uý của Triệu. Liêm Pha biết thế quân Tần đang hăng hái nên không thể dùng sức đương đầu, quân Triệu yếu hơn nên cho quân đào hào đắp lũy, cố thủ giữ thành không đánh.
Triệu vương và Bình Dương quân Triệu Báo thấy quân Triệu yếu thế, sai Trịnh Chu sang giảng hoà với nước Tần. Tần Chiêu Tương vương tuy tiếp đãi Trịnh Chu nhưng không cho Triệu giảng hoà.
Quân Tần mấy lần khiêu chiến, quân Triệu vẫn không chịu ra đánh. Liêm Pha lệnh trong quân Triệu không ai được ra, muốn chờ cho quân địch đánh lâu ngày sẽ mệt mỏi mới tác chiến. Quân Tần dùng sức công phá suốt 2 năm không thể đánh chiếm được Trường Bình.
Nước Triệu phòng thủ 2 năm trước quân Tần, hết lương, bèn đi xin nước Tề nhưng không thành: Tề vương Kiến lên ngôi được sáu năm, Tần đánh Triệu, Tề và Sở cứu nước Triệu. [...] Nước Triệu hết lương, xin thóc nước Tề, nước Tề không cho. [...] Tần phá hơn bốn mươi vạn quân Triệu ở Trường Bình, rồi bao vây Hàm Đan.

### Triệu Quát thay Liêm Pha
Tần Chiêu Tương vương thấy Vương Hột đánh mãi không hạ được Trường Bình, bèn dùng kế ly gián. Vua Tần sai gián điệp mang nhiều vàng bạc đến nước Triệu, đút lót cho các quan lại nước Triệu, phao tin rằng:
Liêm Pha già cả, nhút nhát, không dám đụng độ quân Tần. Trong các tướng Triệu thì quân Tần chỉ sợ một mình Triệu Quát, con Mã Phục quân Triệu Xa mà thôi.
Triệu Hiếu Thành vương nghe tin đồn, nghĩ rằng lão tướng Liêm Pha cầm quân, đông hơn quân Tần mà không dám đối trận thì quả là Liêm Pha nhút nhát. Trong khi đó thì Triệu Quát còn trẻ, có tiếng là thuộc làu sách binh pháp của cha là Triệu Xa để lại. Thậm chí, Quát thường cùng cha bàn việc binh, Triệu Xa cũng không thể bắt bẻ Quát được. Tuy nhiên chính Triệu Xa vẫn không tin rằng con mình có thực tài.
Triệu vương lại tin vào tài của Triệu Quát, định cho Quát ra thay Liêm Pha. Thừa tướng Lạn Tương Như can:
Đại vương dùng Quát cũng chỉ vì nghe danh ông ta cũng như gắn trục đàn mà gảy đàn thôi. Quát chỉ biết đọc sách của cha để lại, không biết ứng biến đâu.
Triệu Vương không nghe, ra lệnh gọi Triệu Quát vào để phong. Mẹ Quát cũng dâng thư can Triệu vương. Triệu vương bèn triệu cả mẹ Quát vào hỏi. Bà thưa:
Trong thời cha nó làm tướng, hạng người ông ấy thân hành bưng cơm nước, cho ăn có đến hàng chục, hạng ông ấy xem là bạn có đến hàng trăm. Đại vương và tôn thất thưởng cho cái gì thì ông ấy đưa tất cả cho các quân lại và sĩ phu. Ngày được nhận mệnh lệnh làm tướng, ông ấy không hỏi đến việc nhà. Nay Quát mới làm tướng mà ngồi ngoảnh mặt về hướng Đông để tiếp khách, quân lại không ai dám ngẩng lên nhìn, vàng lụa nhà vua cho đều đem về cất ở nhà, hàng ngày xem có nhà cửa ruộng vườn gì có lợi, nên mua thì mua. Nhà vua xem nó có bằng cha nó không? Cha con bụng dạ khác nhau, xin nhà vua chớ sai đi.
Nhưng Triệu vương vẫn không đổi ý. Bà mẹ Triệu Quát biết không can được, chỉ xin sau này nếu Quát thua trận thì bà được miễn tội.
Năm 260 TCN, Triệu Quát ra mặt trận thay thế Liêm Pha. Liêm Pha bị bãi chức trở về Hàm Đan.

### Bạch Khởi thay Vương Hột
Triệu Quát ra mặt trận nắm quyền chỉ huy, bèn thay đổi tất cả những luật lệnh Liêm Pha đã dùng, lại thay đổi nhiều nhân sự mà Liêm Pha đã bố trí. Đồng thời, Triệu Quát còn chủ trương dỡ bỏ các công sự phòng ngự của quân Triệu và chuẩn bị mang quân ra đánh quân Tần.
Tần Chiêu Tương vương Doanh Tắc biết Triệu Quát đã thay Liêm Pha, bèn bí mật phái Vũ An quân Bạch Khởi ra mặt trận làm chánh tướng, cho Vương Hột làm phó tướng. Tần vương còn ra lệnh trong quân Tần:
Hễ ai tiết lộ tin Bạch Khởi làm tướng chỉ huy thì sẽ bị chém.
Quân Tần giữ đúng phép tắc, không để lộ thông tin ra ngoài. Vì vậy quân Triệu vẫn tin rằng người chỉ huy bên quân Tần là Vương Hột.

### Bạch Khởi vây bức Triệu Quát
Bạch Khởi biết Triệu Quát chủ quan khinh địch, bèn dùng kế dụ. Bạch Khởi sai quân ra đánh vài trận đều cố ý thua. Triệu Quát đắc chí cho rằng quân Tần không đáng sợ nên mang đại quân ra truy kích.
Khi đó Bạch Khởi bèn điều hai cánh quân tinh nhuệ ra đánh tập hậu, cắt đứt quân Triệu làm đôi. Phần quân Triệu theo Triệu Quát và cánh quân giữ đại trại bị cô lập không liên hệ được với nhau. Cả hai cánh quân đều bị quân Tần vây, không thể đánh ra được.
Bạch Khởi lại sai một cánh quân đi chặn đường vận lương của quân Triệu, khiến quân Triệu đông đúc bị thiếu lương. Triệu Quát không tiến lên được, cũng không trở về đại trại được, phải đóng quân giữa chỗ rừng núi, dựng tạm hào luỹ tự vệ, chờ viện binh.
Tần Chiêu Tương vương nghe tin quân Tần đã bao vây được quân Triệu, hết sức vui mừng, bèn đích thân đến Hà Nội, ra lệnh động viên tất cả đàn ông và con trai từ 15 tuổi trở lên phải ra trận, điều động tới những nơi hiểm yếu phía đông bắc Trường Bình, cắt đứt đường vận lương và chặn luôn viện binh của quân Triệu từ Hàm Đan tới.
Khi đó Triệu Quát mới biết rằng tướng chỉ huy của quân Tần là Bạch Khởi chứ không phải Vương Hột. Vì trước đó Bạch Khởi vốn đã là viên tướng bách chiến bách thắng, đánh rất nhiều trận lớn với 6 nước chư hầu, hạ nhiều thành và giết nhiều quân địch, do đó Triệu Quát rất lo lắng. Hơn 40 vạn quân Triệu bị vây ngặt, không dám xuất chiến. Trong 46 ngày từ tháng 7 đến tháng 9 năm 260 TCN, quân Triệu không còn lương, quân sĩ giết hại lẫn nhau để ăn. Triệu Quát mấy lần xua quân ra đánh phá vây nhưng quân Tần dũng mãnh đánh rát khiến quân Triệu không thể phá vây được.
Triệu Quát cùng kế, đành đích thân dẫn một cánh quân tinh nhuệ liều chết đi phá vây, hy vọng mở đường máu thoát ra. Khi quân Triệu Quát xông ra ngoài đều bị quân Tần dùng cung nỏ bắn trúng. Triệu Quát cùng cánh quân Triệu đều bị tử trận.

### Bạch Khởi giết hàng binh Triệu
Nghe tin Triệu Quát tử trận, quân Triệu không còn tinh thần chiến đấu, đều buông vũ khí đầu hàng. Phùng Đình tự sát.
Quân Triệu đầu hàng quá đông, Bạch Khởi lo lắng chưa biết xử lý ra sao. Ông nhớ tới trước kia Vương Hột đánh chiếm Thượng Đảng, người Thượng Đảng một mực bỏ chạy hết sang nước Triệu, không chịu theo Tần, vì thế với số binh sĩ đông hơn cả quân mình, Bạch Khởi sợ cũng không thể kiềm chế được, nên bàn với Vương Hột chôn sống hết. Để lừa quân Triệu, Bạch Khởi đem hàng tốt chia làm mười doanh, sai 10 viên tướng thống suất, hợp với 20 vạn quân Tần, đều cho trâu rượu, ăn uống và nói rằng ngày mai Vũ An quân sẽ lựa chọn quân Triệu, người nào khoẻ mạnh đánh trận được, thì cấp cho khí giới và đem về nước Tần sai dụng, còn người già yếu đều cho về Triệu. Quân Triệu mừng rỡ.
Đêm ấy, Bạch Khởi truyền mật lệnh cho mười viên tướng rằng:
Quân Tần đều dùng vải trắng phủ đầu, nếu đầu không có vải trắng, thì tức là quân Triệu, đều phải giết đi.
Quân Tần theo lệnh, cùng ra tay một lúc. Hàng tốt nước Triệu vì không biết có lệnh ấy, lại không có khí giới, nên đều bó tay chịu chết. Bốn mươi vạn quân Triệu trong một đêm đều bị chém chết cả. Bạch Khởi cho thu nhặt những đầu lâu quân Triệu, chất đống ở trong luỹ Tần, gọi là núi Đầu Lâu.
Tính ra trong trận Trường Bình, trước sau quân Tần chém hoặc bắt tổng cộng 45 vạn quân Triệu, kể cả những quân Triệu đầu hàng Vương Hột trước, đều bị giết sạch. Bạch Khởi cho thả 240 người ít tuổi về Hàm Đan để tuyên dương cái oai của nước Tần.
Đây là sự kiện được xem là một trong những vụ thảm sát lớn nhất trong lịch sử cổ đại Trung Quốc, sau này quân Sở của Hạng Vũ cũng sát hại hơn 20 vạn hàng binh Tần của tướng Chương Hàm.

## Chiến thuật và binh pháp
Trong trận Trường Bình, cả Triệu và Tần đều thay chủ tướng, nhưng trong khi Tần cử Bạch Khởi làm chủ tướng để bổ sung nhân sự (Vương Hột vẫn được giữ làm phó tướng) thì bên Triệu, khi Triệu Quát ra làm chỉ huy, Liêm Pha bị bãi chức phải rời mặt trận.
Trong trận đánh, Bạch Khởi đã làm trái nhiều điều trong binh pháp. Ngược lại, Triệu Quát chỉ là người biết binh pháp qua sách vở và không có thực tế trận mạc nên đã phải trả giá cho hàng loạt sai lầm.
Theo lẽ thường binh pháp, nếu Bạch Khởi thực sự muốn tiêu diệt hoàn toàn đại quân Triệu thì quân Tần phải chiếm ưu thế so với kẻ địch. Tại Trường Bình, quân Triệu đến trước, quân Tần đến sau, theo Binh pháp Tôn Tử thì: "người thiện chiến xếp đặt người ta chứ không để người ta xếp đặt mình", do đó về điểm này quân Triệu lợi thế hơn.
Về quân số, quân Tần không chiếm ưu thế quân số so với quân Triệu. Theo Binh pháp Tôn Tử, "đông gấp 10 lần thì vây, gấp 2 thì chia cắt", tuy nhiên Bạch Khởi lại dùng quân Tần để chia cắt và vây quân Triệu đông hơn. Thậm chí ông còn vây quân Triệu ngặt nghèo, cũng trái với điều mà Tôn Tử viết: "Vây quân nên để hở.".
Bạch Khởi toàn làm nhiều điều trái với sách vở, thế nhưng quân Tần trong suốt chiến dịch không hề bị suy giảm nhuệ khí mà ngày càng chiếm ưu thế, ngược lại quân Triệu dưới quyền Triệu Quát theo khuôn khổ binh pháp thì càng ngày càng nguy khốn với quân Tần. Bạch Khởi quả là danh tướng giỏi ứng biến, trăm trận trăm thắng, đã hiểu rõ chủ tướng của quân địch, khiến quân Triệu luôn bị bất ngờ và bị dồn vào thế không còn đường thoát.
Việc Tần vương thân hành tới Hà Nội tổng động viên và chặn viện binh của Triệu vương từ Hàm Đan cũng được xem là một nhân tố quan trọng trong việc hỗ trợ cho Bạch Khởi đánh bại hoàn toàn quân Triệu.

## Hậu quả và ý nghĩa
Các nhà sử học Trung Quốc xác nhận rằng tính đến thời điểm xảy ra trận Trường Bình, đây là vụ thảm sát lớn chưa từng có trong lịch sử nhân loại. Nước Triệu bị tổn thất nặng về nhân sự và cả nước bị chấn động.
Thừa thắng ở Trường Bình, Bạch Khởi chia quân làm ba hướng, một cánh đi về hướng đông, vượt qua dãy núi Thái Hàng tiến đánh Vũ An áp sát kinh đô Hàm Đan của nước Triệu, một cánh tiến về phía bắc để bình định Thái Nguyên, một cánh do Bạch Khởi đích thân chỉ huy, đóng giữ Thượng Đảng, chờ thời cơ tiến vây kinh thành Hàm Đan, tạo ra thế uy hiếp nước Triệu từ hướng Tây sang hướng Đông để tiêu diệt nước Triệu.
Tuy nhiên trong tình thế như vậy, Bạch Khởi lại bị sự ghen tỵ của thừa tướng Phạm Thư. Vốn nước Triệu bị kinh động vì tổn thất trong trận Trường Bình, bèn nhờ Tô Đại (em Tô Tần) làm thuyết khách sang nước Tần xúi giục Phạm Thư. Nghe lời Tô Đại, Thư sợ công lao của Bạch Khởi quá lớn sẽ lấn át mình, nên nói với vua Tần Chiêu Tương vương chấp nhận lui quân giảng hòa với điều kiện nước Triệu dâng hiến sáu thành. Triệu Vương đồng ý dâng 6 thành để tranh thủ thời gian hoà hoãn, cho gọi lại Liêm Pha làm tướng, chỉnh đốn lại binh mã, củng cố quốc phòng. Khi Tần thúc giục giao đất, vua Triệu theo lời quần thần nhất quyết không giao đất, đồng thời ra sức liên kết với các nước để hợp lực chống Tần.
Bạch Khởi nhận lệnh lui quân về nước, tiếc công lao của mình và tướng sĩ phải bỏ dở, hỏi ra mới biết là ý đồ của Phạm Thư. Từ đó giữa Khởi và Thư có hiềm khích. Cuối cùng Thư gièm pha với Tần Chiêu Tương vương sát hại Bạch Khởi năm 257 TCN.
Trận Trường Bình là một trong những trận đánh lớn nhất thời Chiến Quốc. Chiến thắng của quân Tần không chỉ khẳng định tài năng quân sự của Bạch Khởi mà còn khuếch trương sức mạnh của nước Tần với 6 nước Sơn Đông vốn luôn phải ở thế phòng thủ trước quân Tần từ nhiều năm.
Nước Triệu bị tổn thất nặng nề, không bao giờ khôi phục lại được sức mạnh như trước, bị nước Tần lấn chiếm dần và cuối cùng bị Tần đánh chiếm Hàm Đan năm 228 TCN rồi tiêu diệt hoàn toàn năm 222 TCN.

## Di tích
Ngày nay tại Cao Bình, tức là Trường Bình thời Chiến Quốc, các nhà khảo cổ vẫn phát hiện được nhiều đầu ngọn giáo, đầu mũi tên và xương người, được cho di vật của trận Trường Bình để lại.
Chỗ Liêm Pha chứa lương để chống quân Tần, sau này gọi là Mễ Sơn. Lý Tuyết Sơn đời nhà Minh có bài thơ Vịnh Mễ Sơn để tưởng nhớ danh tướng Liêm Pha nước Triệu nuôi chí chống Tần không thành:
Tích tuyết như sơn dạn xướng trù
Liêm Pha vị Triệu phá Tần mưu
Tướng quân lão khứ tam quân tán
Nhất dạ thanh sơn tận bạch đầu
Dịch:
Tuyết chất như non, tối định mưu
Liêm Pha vì Triệu chống quân thù
Tướng rời mặt trận quân tan tác
Một tối non xanh thảy bạc đầu.